# Watton-at-Stone
Watton-at-Stone ist eine Ortschaft in der englischen Grafschaft Hertfordshire und liegt zwischen den Städten Stevenage und Hertford im Tal des Flusses Beane. Im Jahr 2001 betrug die Einwohnerzahl 2.272.

## Persönlichkeiten
Watton-at-Stone ist der Geburtsort des Schauspielers Rupert Grint, weithin bekannt in seiner Rolle als Ron Weasley in den Verfilmungen der Harry-Potter-Romane. Der berühmte Dampflokomotivkonstrukteur Sir Nigel Gresley lebte im Watton House bis zu seinem Tod 1941. Weiterhin wohnt der Boxpromoter Frank Warren in der Ortschaft.
Koordinaten: 51° 51′ 29″ N, 0° 6′ 49″ W